# Верхнее Велино
Ве́рхнее Ве́лино — деревня в Раменском муниципальном районе Московской области. Входит в состав сельского поселения Софьинское. Население — 171 чел. (2010).

## Название
Название связано с некалендарным личным именем Веля.

## География
Деревня Верхнее Велино расположена в западной части Раменского района, примерно в 13 км к югу от города Раменское. Высота над уровнем моря 126 м. Рядом с деревней протекает река Велинка. Ближайший населённый пункт — деревня Нижнее Велино.

## История
Ранее деревни Верхнее и Нижнее Велино были единым селом, разделение произошло, предположительно, в 1929 году.
С 1929 года — населённый пункт в составе Бронницкого района Коломенского округа Московской области. 3 июня 1959 года Бронницкий район был упразднён, деревня передана в Люберецкий район. С 1960 года в составе Раменского района.
До муниципальной реформы 2006 года деревня входила в состав Тимонинского сельского округа Раменского района.

## Население
| 2002 | 2010 |
| ---- | ---- |
| 151  | ↗171 |

По переписи 2002 года в деревне проживало 151 человек (71 мужчина, 80 женщин).